# 日猶同祖論
日猶同祖論（日语：日ユ同祖論），是主張日本人与猶太人同一来源的理论。

## 历史
日猶同祖論認為日本人的祖先即失蹤的以色列十支派。失蹤的以色列十支派，為古代以色列人十二支派中失去蹤跡的10支。這10個支派屬於北国以色列，在北国以色列被新亞述帝國摧毀以後，便消失於聖經的記載。而有支派渡來日本，成為日本民族之一。
明治時代來日的蘇格蘭人尼古拉斯·麥克勞德於1878年出版《日本古代史的縮影》（The Epitome of The Ancient History of Japan, ）,主張日猶同祖論。麥克勞德認為十支派經由青森、沖縄奄美、朝鮮半島等路線進入日本，而但支派殘留朝鮮成為朝鮮人的祖先。明治晚期，英語教師佐伯好郎等人以日猶同組論推動河豚计划；日本聖潔教會牧師中田重治作為超國家主義者亦倡導日猶同祖論，最終導致教會分裂。戰後，日本新興宗教基督的會幕（1948年創立）為支持以色列，積極提倡日猶同組論。宗教學者大田俊寛認為日猶同祖論的普及賴於該理論巧妙地將日本人劃入選民之中。

## 日语假名和希伯来语字母的相似性
日语的假名和希伯来字母在外形上有些相似。例如字母 כ 类似于日语的 つ 。
然而，许多字母只是巧合——两者只是外形有些相似，但来源和读音没有关系：前者在希伯来语里拼读读/k/，后者在日语里读/ts/。该日语假名来自汉字“川”。
另外，假名是音节文字，希伯来文是辅音音素文字。

## DNA鉴定
但目前的DNA鑑定結果發現日本人的基因並無與猶太人相同的基因標記，是否定該理論的強烈證據。